# Musée d'Art d'Okura
Le musée d'art d'Okura (大倉集古館, Ōkura Shūkokan) ouvre ses portes à Toranomon, Minato, Tokyo, en 1917 pour abriter les collections d'art japonais pre-moderne et d'art d'Asie orientale amassées depuis la restauration Meiji par l'industriel Ōkura Kihachirō. Les collections du musée comprennent quelque 2 500 œuvres dont trois trésors nationaux et douze biens culturels importants.

## Histoire
Le musée d'art d'Okura est le premier musée privé du Japon,. Le musée et toutes les pièces exposées sont détruits par le séisme de 1923 de Kantō mais les œuvres des réserves sont épargnées. Le hall d'exposition, « propriété culturelle du Japon », est reconstruit en 1927 par l'architecte et historien de l'architecture Itō Chūta,. La collection du musée est ensuite complétée par le fils du fondateur, Kishichirō Ōkura .
Il est de nos jours situé dans les jardins de l'hôtel Okura de Tokyo.

## Collection
Les trois Trésors nationaux du Japon de la collection sont une statue en bois de Fugen Bosatsu à dos d'éléphant (époque de Heian),, une peinture sur rouleau « Cavalerie de la garde impériale » datant de 1247 et une copie de la préface du Kokinshū attribuée à Minamoto no Shunrai. Parmi les pertes consécutives au séisme de 1923 se trouve l'un des groupes de statues en laque sèche des Dix Grands Disciples dont six sont conservés à Kōfuku-ji (Trésor national).